# Лукеба (Оклахома)
Лукеба (англ. Lookeba) — місто (англ. town) в США, в окрузі Каддо штату Оклахома. Населення — 78 осіб (2020).

## Географія
Лукеба розташована за координатами 35°21′47″ пн. ш. 98°21′50″ зх. д. / 35.36306° пн. ш. 98.36389° зх. д. (35.363021, -98.363833).  За даними Бюро перепису населення США в 2010 році місто мало площу 0,66 км², уся площа — суходіл.

## Демографія
Згідно з переписом 2010 року, у місті мешкало 166 осіб у 54 домогосподарствах у складі 39 родин. Густота населення становила 252 особи/км².  Було 71 помешкання (108/км²).
Расовий склад населення:
| - 56,6 % — білих - 8,4 % — корінних американців - 0,6 % — чорних або афроамериканців - 31,9 % — осіб інших рас |

До двох чи більше рас належало 2,4 %. Частка іспаномовних становила 42,2 % від усіх жителів.
За віковим діапазоном населення розподілялося таким чином: 41,0 % — особи молодші 18 років, 48,2 % — особи у віці 18—64 років, 10,8 % — особи у віці 65 років та старші. Медіана віку мешканця становила 27,3 року. На 100 осіб жіночої статі у місті припадало 97,6 чоловіків;  на 100 жінок у віці від 18 років та старших — 92,2 чоловіків також старших 18 років.
Середній дохід на одне домашнє господарство  становив 35 459 доларів США (медіана — 31 875), а середній дохід на одну сім'ю — 35 814 долари (медіана — 33 750). За межею бідності перебувало 16,4 % осіб, у тому числі 22,0 % дітей у віці до 18 років та 0,0 % осіб у віці 65 років та старших.
Цивільне працевлаштоване населення становило 59 осіб. Основні галузі зайнятості: роздрібна торгівля — 20,3 %, сільське господарство, лісництво, риболовля — 18,6 %, мистецтво, розваги та відпочинок — 15,3 %.